# Beauficel
 Beauficel  es una población y comuna francesa, en la región de Baja Normandía, departamento de Mancha, en el distrito de Avranches y cantón de Sourdeval.

## Demografía
| 290 | 293 | 243 | 225 | 175 | 163 |
| Para los censos de 1962 a 1999 la población legal corresponde a la población sin duplicidades (Fuente: INSEE [Consultar]) |     |     |     |     |     |